# Gustav Hartung
Gustav Hartung, eigentlich Gustav Ludwig May, (* 30. Januar 1887 in Bartenstein, Ostpreußen; † 14. Februar 1946 in Heidelberg) war ein deutscher Theaterleiter und Regisseur.

## Leben

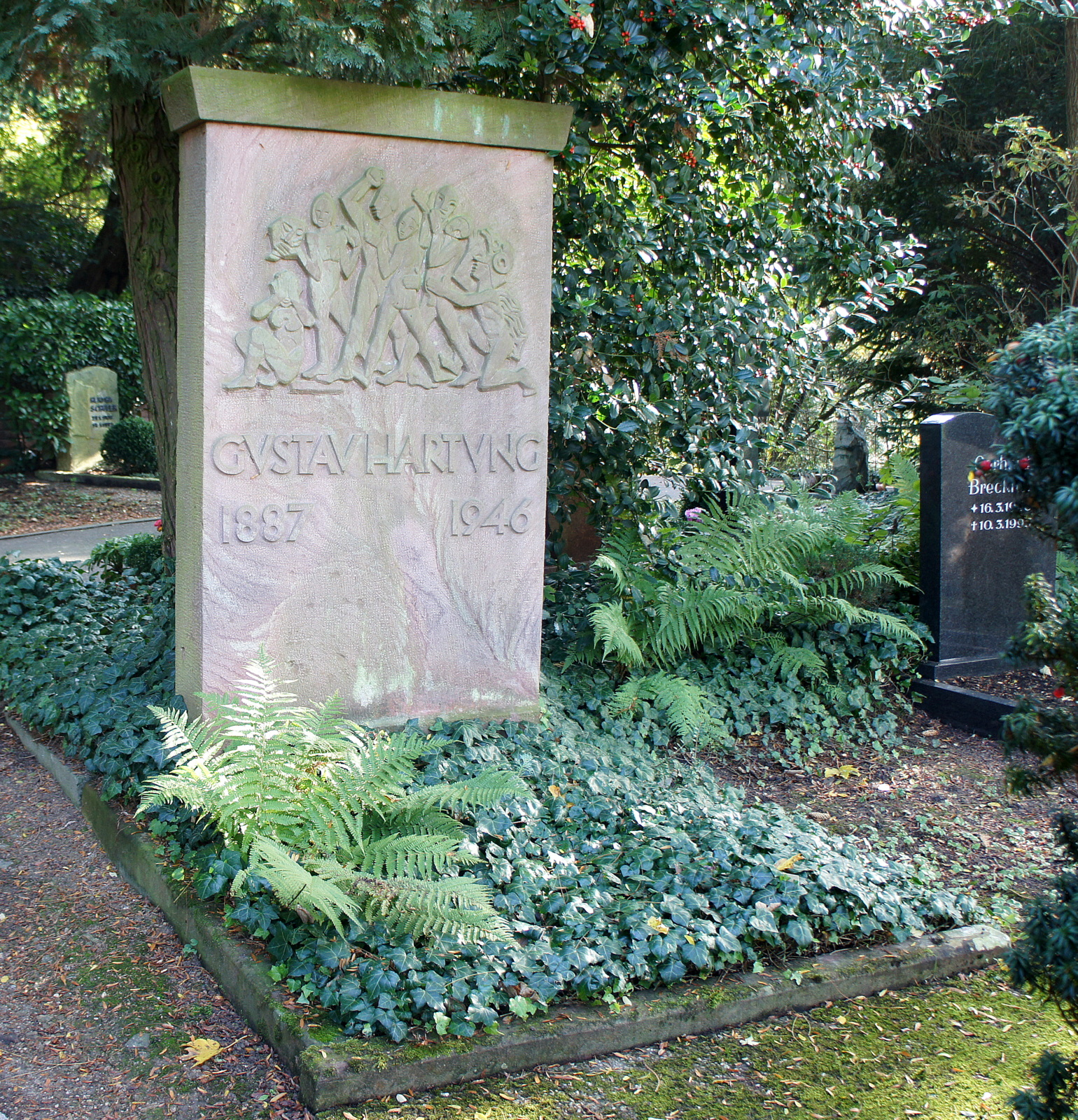
Gustav Hartung Grabanlage auf dem Heidelberger Bergfriedhof in der (Abt. Q).

Hartung war ein Sohn des Theaterdirektors Edmund May und dessen Ehefrau Luise Höpfner. Bereits kurz nach Abschluss seiner Schulzeit konnte er als Schriftsteller erfolgreich debütieren. Neben seinen eigenen literarischen Werken war Hartung in dieser Zeit auch für einige Zeitungen als Theaterkritiker tätig.
Später wurde er Schauspielschüler bei Max Reinhardt. Unterstützt von diesem kam Hartung 1912 als Regisseur an das Schauspielhaus in Bremen und blieb dort zwei Jahre. Anschließend wechselte er in gleicher Funktion zum Schauspielhaus Frankfurt. In Frankfurt war er kurze Zeit mit Alice Carli verheiratet. Ab 1920 berief man Hartung als Intendant des Landestheaters Darmstadt. 1922 beförderte man ihn zum General-Intendanten; dieses Amt hatte er bis 1924 inne. In Darmstadt heiratete er seine zweite Frau Karla, eine Tochter von General Karl von Unruh, und wurde dadurch der Schwager des Schriftstellers Fritz von Unruh. Von Karla ließ er sich 1925 wieder scheiden.
Danach folgte er einem Ruf nach Köln, wo er Intendant des Schauspielhauses wurde. 1926 wirkte Hartung bei den ersten Heidelberger Schlossfestspielen mit und im darauffolgenden Jahr übernahm er die Leitung des Renaissance-Theaters in Berlin, die er bis 1930 innehatte. Danach übernahm er von 1931 bis 1933 als Generalintendant erneut die Leitung des Landestheaters Darmstadt. In dritter Ehe war er mit Elisabeth Lennartz verheiratet.
Nach der Machtübernahme der Nationalsozialisten 1933 emigrierte Hartung in die Schweiz und arbeitete dort u. a. am Schauspielhaus Zürich als Schauspieler, am Stadttheater Basel als Schauspieler, Regisseur und von 1937 bis 1939 als Oberspielleiter des Schauspiels sowie am Konservatorium Basel als Schauspiellehrer. Die deutsche Botschaft in der Schweiz, Gesandter Ernst Freiherr von Weizsäcker, verhinderte, dass Hartung 1934 Leiter des Stadttheaters Bern wurde.
In Basel wurde er im Herbst 1943 wegen sexueller Übergriffe an Schauspielschülerinnen zu einer einjährigen Gefängnisstrafe verurteilt. Er wurde, noch bevor diese rechtskräftig wurde, in ein Schweizer Internierungslager eingewiesen und entging so der Ausweisung ins Deutsche Reich. Im Sommer 1945 kehrte Hartung nach Deutschland zurück und übernahm die Leitung der Heidelberger Kammerspiele.
Gustav Hartung fand auf dem Heidelberger Bergfriedhof seine letzte Ruhe. Seine Grabstätte liegt in der (Abt. Q). Die weißgeflammte Rotsandsteinstele vom Bildhauer Edzard Hobbing weist ein expressives Figurenrelief auf, das auf den Lebensinhalt des Verstorbenen hinweisen soll, das expressionistische Theater.

## Rezeption
Hartung gilt als wichtiger Vertreter des expressionistischen Theaters. Gleich Erwin Piscator setzte auch er Licht und Schatten als wichtiges Gestaltungsmittel ein. Er setzte sich für die Werke Frank Wedekinds, Carl Sternheims und Fritz von Unruhs ein und machte sich auch durch gelungene Inszenierungen von Klassikern wie William Shakespeare einen Namen. Durch ihn kam das Landestheater Darmstadt zu einer neuen Blüte.

## Theater
- 1913: Émile Fabre: Das goldene Kalb (Bremer Schauspielhaus)
- 1918: Paul Ernst: Manfred und Beatrice (Schauspielhaus Frankfurt am Main)
- 1918: Heinrich Ilgenstein: Kammermusik (Schauspielhaus Frankfurt am Main)
- 1919: Carl Sternheim: Die Marquise von Arcis (Schauspielhaus Frankfurt am Main)
- 1920: Fritz von Unruh: Platz (Schauspielhaus Frankfurt am Main)
- 1920: Friedrich Schiller:  Die Jungfrau von Orleans (Hessisches Landestheater Darmstadt)
- 1921: Fritz von Unruh: Stürme (Hessisches Landestheater Darmstadt)
- 1921: Fritz von Unruh: Louis Ferdinand Prinz von Preussen (Deutsches Theater Berlin – Kammerspiele)
- 1921: Kasimir Edschmid: Steau (Deutsches Theater Berlin)
- 1922: G. K. Chesterton: Magie (Hessisches Landestheater Darmstadt)
- 1923: Johann Wolfgang von Goethe: Faust (Hessisches Landestheater Darmstadt)
- 1923: Franz Schreker: Der ferne Klang (Hessisches Landestheater Darmstadt)
- 1923: Fritz von Unruh: Rosengarten (Hessisches Landestheater Darmstadt)
- 1924: Eugene O’Neill: Der haarige Affe (Schauspielhaus Köln)
- 1924: Knut Hamsun: Königin Tamara (Schauspielhaus Köln)
- 1924: Henrik Ibsen: Kaiser und Galiläer (Düsseldorfer Schauspielhaus)
- 1925: August Strindberg: Karl XII. (Lessingtheater Berlin)
- 1926: William Shakespeare: Ein Sommernachtstraum (Heidelberger Schlossfestspiele)
- 1926: Knut Hamsun: Spiel des Lebens (Schiller Theater Berlin)
- 1926: Romain Rolland Ein Spiel von Tod und Liebe (Kleines Theater Berlin)
- 1927: Heinrich von Kleist: Das Käthchen von Heilbronn (Heidelberger Schlossfestspiele)
- 1927: Carl Sternheim: Das Fossil (Renaissance-Theater Berlin)
- 1927: John Ford: Giovanni und Annabella (Renaissance-Theater Berlin)
- 1928: Theodore Dreiser: Ton in des Töpfers Hand (Renaissance-Theater Berlin)
- 1928: Ferdinand Bruckner: Krankheit der Jugend (Renaissance-Theater Berlin)
- 1928: Marcel Pagnol: Das große ABC (Renaissance-Theater Berlin)
- 1929: Richard Duschinsky: Die Stempelbrüder (Renaissance-Theater Berlin)
- 1929: William Shakespeare: Troilus und Cressida (Heidelberger Schlossfestspiele)
- 1929: W. Somerset Maugham: Die heilige Flamme (Renaissance-Theater Berlin)
- 1930: Carl Zuckmayer: Kakadu-Kakada (Deutsches Künstlertheater Berlin)
- 1930: Karl Gustav Vollmoeller: Cocktail (Komödienhaus Berlin)
- 1930: Luigi Pirandello: Heute abend wird aus dem Stegreif gespielt (Lessingtheater Berlin)
- 1931: Marcel Pagnol: Zum goldenen Anker (Deutsches Künstlertheater Berlin)
- 1933: George Bernard Shaw: Der Kaiser von Amerika (Schauspielhaus Zürich)
- 1933: William Shakespeare: Maß für Maß (Schauspielhaus Zürich)
- 1933: Alfred Savoir: Die kleine Katharina (Schauspielhaus Zürich)
- 1934: Eugen Gürster: Wetter unbeständig (Schauspielhaus Zürich)
- 1934: William Shakespeare: Was ihr wollt (Schauspielhaus Zürich)
- 1934: Ferenc Molnár: Eins, Zwei, Drei (Schauspielhaus Zürich)
- 1935: Carl Zuckmayer: Der Schelm von Bergen (Schauspielhaus Zürich)
- 1935: Friedrich Schiller: Maria Stuart (Schauspielhaus Zürich)
- 1935: George S. Kaufman, Edna Ferber: Freitag Abend um acht (Schauspielhaus Zürich)
- 1935: August Strindberg: Rausch (Schauspielhaus Zürich)
- 1937: Friedrich Schiller: Don Carlos (Stadttheater Basel)